# Janice Dickinson

Janice Dickinson (höger), september 2010.

Janice Doreen Dickinson, född 15 februari 1955 i Brooklyn, New York, är en amerikansk fotomodell, modefotograf, författare, skådespelare och agent. Hon har sin egen modellagentur som går att följa i programmet The Janice Dickinson Modeling Agency. Hon har tidigare även medverkat i de fyra första säsongerna av America's Next Top Model.
Dickinson har varit gift fyra gånger. Hon har en son, Nathan, och en dotter, Savannah. Dickinson hade en affär med Sylvester Stallone när Savannah föddes år 1994 och det rapporterades att Stallone var fadern. Deras förhållande slutade när DNA-test bevisade att han inte var fadern.